# Armin Hodžić
Armin Hodžić (ur. 17 listopada 1994 w Sarajewie) – bośniacki piłkarz grający na pozycji napastnika. Od 2018 jest zawodnikiem klubu Fehérvár FC.

## Kariera piłkarska
Swoją karierę piłkarską Hodžić rozpoczął juniorach klubu FK Željezničar z Sarajewa. W 2011 roku wyjechał do Liverpoolu, jednak nie zaliczył w nim debiutu w Premier League. W 2012 roku wypożyczono go do Željezničara, w którym spędził dwa lata. W barwach Željezničara zadebiutował 3 listopada 2012 w przegranych 0:1 derbach Sarajewa z FK Sarajevo. W sezonie 2012/2013 wywalczył z Željezničarem tytuł mistrza Bośni i Hercegowiny. W sezonie 2013/2014 z 14 golami został wicekrólem strzelców Premijer Ligi.
Latem 2014 roku Hodžić podpisał kontrakt z Dinamem Zagrzeb. 28 lutego 2015 zanotował w nim swój debiut w pierwszej lidze chorwackiej w wygranym 2:0 domowym meczu z RNK Split. W sezonach 2014/2015 i 2015/2016 dwukrotnie z rzędu wywalczył z Dinamem dublet - mistrzostwo oraz Puchar Chorwacji.
| Sezon   | Klub           | Kraj                 | Rozgrywki      | Mecze | Gole |
| ------- | -------------- | -------------------- | -------------- | ----- | ---- |
| 2011/12 | Liverpool      | Anglia               | Premier League | 0     | 0    |
| 2012/13 | FK Željezničar | Bośnia i Hercegowina | Premijer liga  | 17    | 4    |
| 2013/14 | FK Željezničar | Bośnia i Hercegowina | Premijer liga  | 28    | 14   |
| 2014/15 | Dinamo Zagrzeb | Chorwacja            | Prva HNL       | 6     | 1    |
| 2015/16 | Dinamo Zagrzeb | Chorwacja            | Prva HNL       | 24    | 13   |

## Kariera reprezentacyjna
Hodžić grał w młodzieżowych reprezentacjach Bośni i Hercegowiny na różnych szczeblach wiekowych. W reprezentacji Bośni i Hercegowiny zadebiutował 29 maja 2016 roku w przegranym 1:3 towarzyskim meczu z Hiszpanią, rozegranym w Sankt Gallen. W 57. minucie został zmieniony przez Harisa Duljevicia.